# Danalit
Danalit er et jernberylliumsilikatsulfidmineral med formlen Fe2+4Be3(SiO4)3S. 
Det er et sjældent mineral, som forekommer i granitter, tinholdige pegmatitter, kontaktmetamorfe skarn, gnejser og i hydroterme aflejringer. Det forekommer i forbindelse med magnetit, granat, fluorit, albit, cassiterit, pyrit, muskovit, arsenopyrit, kvarts og klorit.
Danalit blev først beskrevet i 1866 fra en aflejring i Essex County, Massachusetts og navngivet efter den amerikanske mineralog James Dwight Dana (1813-1895).
Det er blevet fundet i Massachusetts, New Hampshire, Sierra County, New Mexico; Yavapai County, Arizona; Needlepoint Mountain, British Columbia; Walrus Island, James Bay, Quebec; Sverige; Cornwall, England; Imalka og Transbaikal, Rusland; Kazakhstan; Somalia; Tasmanien; Western Australia og Hiroshima-præfekturet, Japan.